# Salticus noordami
Salticus noordami är en spindelart som beskrevs av Metzner 1999. Salticus noordami ingår i släktet Salticus och familjen hoppspindlar. Inga underarter finns listade i Catalogue of Life.